# Yuki Tsunoda
Yuki Tsunoda (角田 裕毅, Tsunoda Yūki), né le 11 mai 2000 à Kanagawa, est un pilote automobile japonais, ancien membre du Red Bull Junior Team et du programme de jeunes pilotes du constructeur Honda. Il fait ses débuts en Formule 1 en 2021, au sein de la Scuderia AlphaTauri, aux côtés de Pierre Gasly. Après deux Grand Prix en 2025, il est promu chez Red Bull où il rejoint le quadruple champion du monde Max Verstappen.

## Biographie

### Débuts en sport automobile

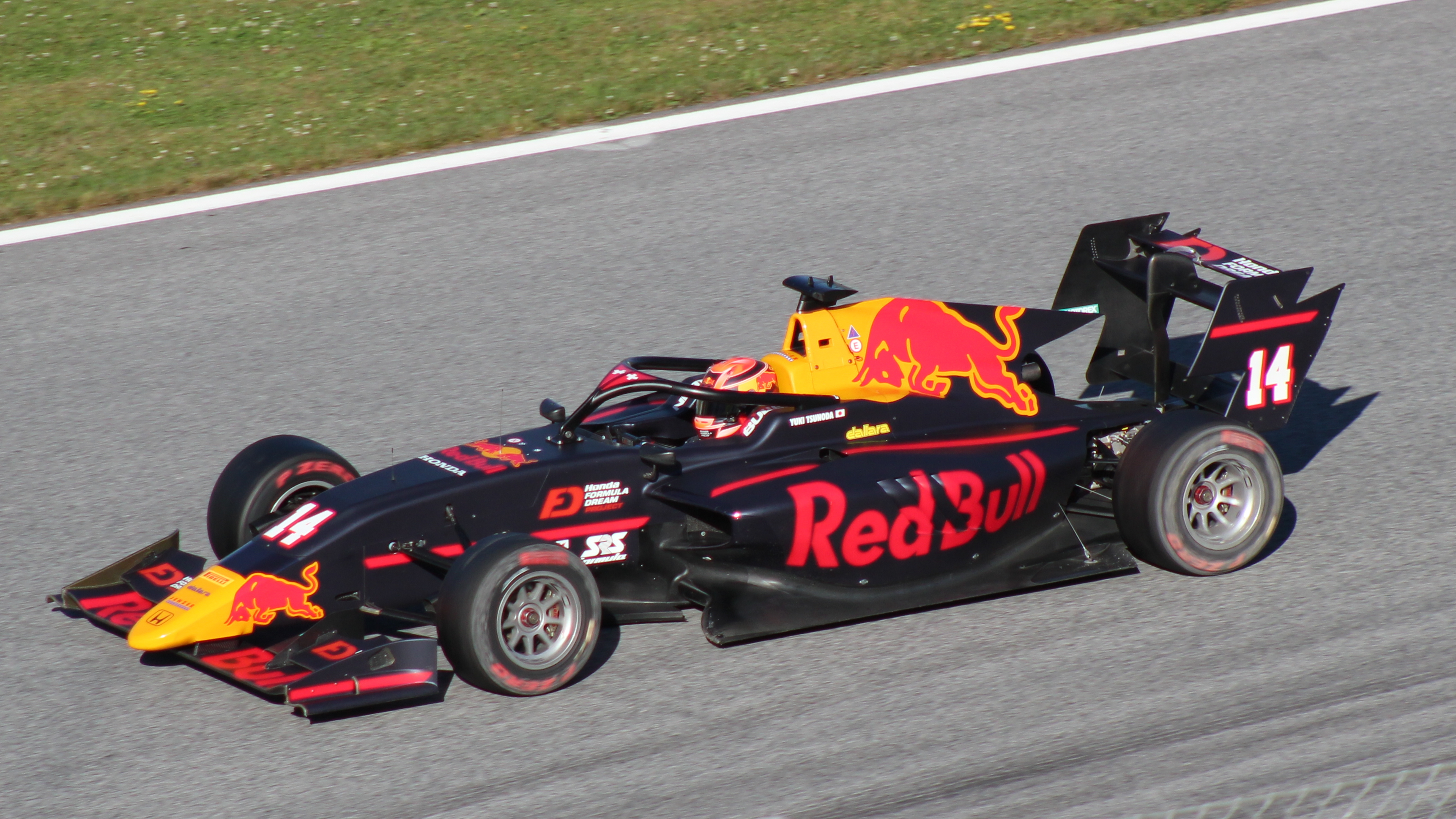
Yuki Tsunoda sur le Red Bull Ring en Formule 3 en 2019.

Yuki Tsunoda fait ses débuts en karting en 2009 et passe en monoplace en 2016, dans le championnat du Japon de Formule 4 où il effectue deux courses en fin de saison ; il termine deuxième de sa première course et quatrième de la seconde. L'année suivante, recruté par Honda, il termine troisième du championnat pour sa première saison complète. En 2018, il est sacré champion avec sept victoires, devant Teppei Natori.
Grâce aux liens entre Red Bull Racing et Honda, il intègre le Red Bull Junior Team et arrive en Europe en 2019 où il participe simultanément à l'Euroformula Open et au championnat de Formule 3 FIA. Dans ce dernier championnat, où il roule pour la modeste équipe Jenzer Motorsport, il se distingue en deuxième moitié de saison en remportant son unique victoire, à Monza. Il obtient deux autres podiums en fin de saison.
Neuvième en Formule 3 FIA et quatrième en Euroformula, Tsunoda accède à la Formule 2, chez Carlin Motorsport, l'année suivante, l'objectif de Honda étant d'amener un pilote japonais en Formule 1,.
Avant cela, il participe au championnat hivernal des Toyota Racing Series (championnat de Formule 3 régionale), en début d'année 2020, et se classe quatrième en remportant une course. Au terme de sa campagne de Formule 2, Yuki Tsunoda termine troisième du championnat avec sept podiums, dont trois victoires, à 15 points de Mick Schumacher ; il reçoit le Prix Anthoine Hubert décerné au meilleur débutant.

### 2021-2022: Formule 1 avec AlphaTauri

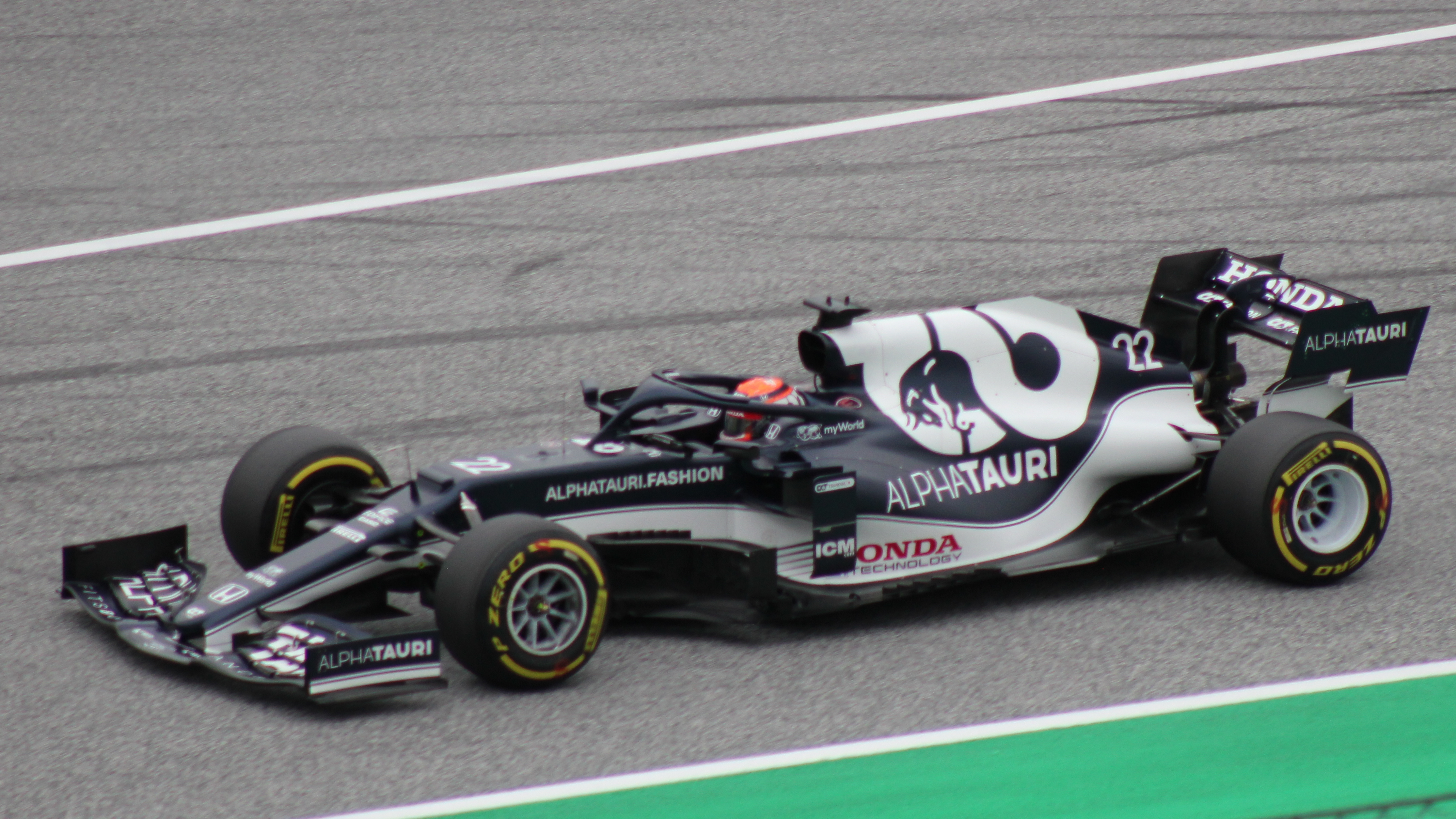
Yuki Tsunoda au volant de l'AlphaTauri AT02 au Grand Prix automobile d'Autriche 2021.

Pour la saison 2021, Yuki Tsunoda est promu titulaire chez AlphaTauri aux côtés de Pierre Gasly, où il remplace Daniil Kvyat. Il est le premier pilote japonais en Formule 1 depuis Kamui Kobayashi en 2014.
Lors de son premier Grand Prix, à Bahreïn, Tsunoda se classe neuvième. Grâce à cette performance, il rejoint le cercle des pilotes ayant marqué des points dès leur première course en Formule 1. Au Grand Prix d'Emilie Romagne, il termine douzième.

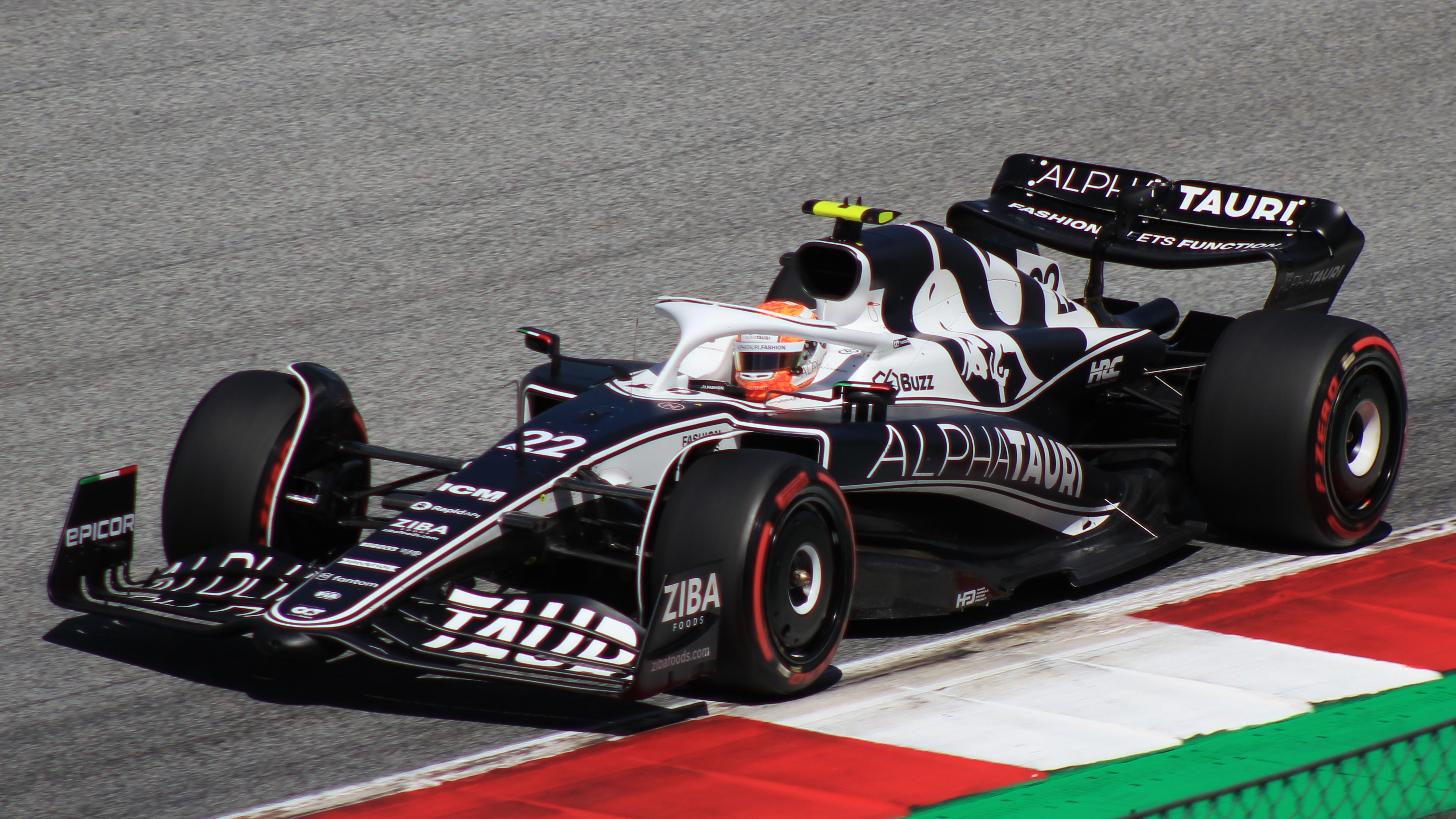
Yuki Tsunoda au volant de l'AlphaTauri AT03 de 2022.

Au Grand Prix d'Azerbaïdjan, il franchit la ligne à la septième position, derrière Fernando Alonso et Lando Norris. Lors du Grand Prix de Hongrie, le Japonais profite d'un accrochage en début de course pour terminer en sixième position, derrière son coéquipier. Il obtient son meilleur résultat lors de la dernière course de la saison, à Abou Dabi, en se classant quatrième devant Pierre Gasly. Il finit l'année en se classant quatorzième du championnat avec 32 points.
Le Japonais est reconduit en 2022 pour une saison supplémentaire par AlphaTauri. Lors du Grand Prix inaugural de la saison, il termine dans les points avec une huitième position. Il termine de nouveau dans les points avec une septième position lors du Grand Prix d'Emilie-Romagne. Après plus de dix manches sans marquer de points, Tsunoda termine à nouveau dans le top dix lors du Grand Prix des Etats-Unis, avec une dixième place.

### 2023-2024: deux années en dents de scie
Il est à nouveau reconduit par AlphaTauri pour la saison 2023. Pour le premier Grand Prix de l'année, il termine en onzième position. Deux semaines plus tard, en Arabie saoudite, il franchit de nouveau la ligne en onzième position. En Australie, il termine dans les points avec une dixième place. Lors du Grand Prix des États-Unis, à Austin, il se classe huitième et réalise son premier meilleur tour en course.
Il est reconduit en 2024 au sein de l'écurie AlphaTauri, qui change de nom pour devenir Racing Bulls, aux côtés de Daniel Ricciardo puis de Liam Lawson. Il se classe douzième du championnat avec 30 points.

### 2025: de Racing Bulls à Red Bull Racing
Le 25 mars 2025, à la suite des mauvaises performances de Liam Lawson chez Red Bull Racing qui n'a inscrit aucun point après deux Grands Prix, Yuki Tsunoda échange son baquet avec le Néo-Zélandais, qui retourne chez Racing Bulls ; le Japonais est promu à partir du Grand Prix du Japon. 
| Saison | Championnat                       | Écurie                | Courses | Victoires | Pole positions | Meilleurs tours | Podiums | Points | Classement |
| ------ | --------------------------------- | --------------------- | ------- | --------- | -------------- | --------------- | ------- | ------ | ---------- |
| 2016   | Championnat du Japon de Formule 4 | Sutekina Racing Team  | 2       | 0         | 0              | 0               | 1       | 30     | 16e        |
| 2017   | Championnat du Japon de Formule 4 | Formula Dream Project | 14      | 3         | 4              | 1               | 6       | 173    | 3e         |
| 2018   | Championnat du Japon de Formule 4 | Formula Dream Project | 14      | 7         | 8              | 4               | 11      | 245    | Champion   |
| 2019   | Formule 3                         | Jenzer Motorsport     | 16      | 1         | 0              | 1               | 3       | 67     | 9e         |
| 2019   | Euroformula Open                  | Team Motopark         | 14      | 1         | 0              | 3               | 6       | 151    | 4e         |
| 2019   | Grand Prix de Macao               | Hitech Grand Prix     | 1       | 0         | 0              | 0               | 0       | N/A    | 11e        |
| 2020   | Toyota Racing Series              | M2 Competition        | 15      | 1         | 0              | 0               | 3       | 257    | 4e         |
| 2020   | Formule 2                         | Carlin Motorsport     | 24      | 3         | 4              | 3               | 7       | 200    | 3e         |

## Résultats en championnat du monde de Formule 1
| Saison | Écurie                            | Châssis  | Moteur                                      | Pneus   | GP disputés | Pole positions | Victoires | Podiums | Meilleurs tours | Dans les points | Abandons | Points inscrits | Classement |
| ------ | --------------------------------- | -------- | ------------------------------------------- | ------- | ----------- | -------------- | --------- | ------- | --------------- | --------------- | -------- | --------------- | ---------- |
| 2021   | Scuderia AlphaTauri Honda         | AT02     | Honda V6 turbo hybride                      | Pirelli | 21          | 0              | 0         | 0       | 0               | 7               | 3        | 32              | 14e        |
| 2022   | Scuderia AlphaTauri               | AT03     | Red Bull Powertrains V6 turbo hybride       | Pirelli | 21          | 0              | 0         | 0       | 0               | 4               | 5        | 12              | 17e        |
| 2023   | Scuderia AlphaTauri Red Bull      | AT04     | Red Bull Powertrains-Honda V6 turbo hybride | Pirelli | 21          | 0              | 0         | 0       | 1               | 6               | 2        | 17              | 14e        |
| 2024   | Visa Cash App RB Formula One Team | VCARB 01 | Red Bull Powertrains-Honda V6 turbo hybride | Pirelli | 24          | 0              | 0         | 0       | 0               | 9               | 4        | 30              | 12e        |
| 2025   | RB Formula One Team               | VCARB 02 | Red Bull Powertrains-Honda V6 turbo hybride | Pirelli | 2           | 0              | 0         | 0       | 0               | 1               | 0        | 3               | 18e        |
| 2025   | Oracle Red Bull                   | RB21     | Red Bull Powertrains-Honda V6 turbo hybride | Pirelli | 12          | 0              | 0         | 0       | 0               | 0               | 1        | 7               | 18e        |
|        | Total                             |          |                                             |         | 101         | 0              | 0         | 0       | 1               | 30              | 15       | 101             |            |

| 2021 | Scuderia AlphaTauri Honda         | AlphaTauri AT02       | Honda V6 turbo hybride RA619H                  | P | BAH 9  | EMI 12   | POR 15 | ESP Abd. | MON 16   | AZE 7  | FRA 13 | STY 10 | AUT 12   | GBR 10 | HON 6  | BEL 15   | P-B Abd. | ITA Np. | RUS 17   | TUR 14   | USA 9    | MEX Abd. | BRE 15 | QAT 13   | ARA 14  | ABU 4  |        |        | 32 | 14e |               |               |               |               |               |               |               |               |               |               |               |               |               |               |               |               |               |               |               |               |               |               |               |               |               |               |               |               |               |               |               |               |
| 2022 | Scuderia AlphaTauri               | AlphaTauri AT03       | Red Bull Powertrains V6 turbo hybride RBPTH001 | P | BAH 8  | ARA Np.  | AUS 15 | EMI 7    | MIA 12   | ESP 10 | MON 17 | AZE 13 | CAN Abd. | GBR 14 | AUT 16 | FRA Abd. | HON 19   | BEL 12  | P-B Abd. | ITA 14   | SIN Abd. | JAP 13   | USA 10 | MEX Abd. | BRE 17  | ABU 11 |        |        | 12 | 17e |               |               |               |               |               |               |               |               |               |               |               |               |               |               |               |               |               |               |               |               |               |               |               |               |               |               |               |               |               |               |               |               |
| 2023 | Scuderia AlphaTauri Red Bull      | AlphaTauri AT04       | Honda RBPT V6 turbo hybride RBPTH001           | P | BAH 11 | ARA 11   | AUS 10 | AZE 10   | MIA 11   | MON 15 | ESP 12 | CAN 14 | AUT 16   | GBR 16 | HON 15 | BEL 10   | P-B 15   | ITA Np. | SIN Abd. | JAP 12   | QAT 15   | USA 8    | MEX 12 | BRE 9    | LVE 18* | ABU 8  |        |        | 17 | 14e |               |               |               |               |               |               |               |               |               |               |               |               |               |               |               |               |               |               |               |               |               |               |               |               |               |               |               |               |               |               |               |               |
| 2024 | Visa Cash App RB Formula One Team | Racing Bulls VCARB 01 | Honda RBPT V6 turbo hybride RBPTH002           | P | BAH 14 | ARA 15   | AUS 7  | JAP 10   | CHN Abd. | MIA 7  | EMI 10 | MON 8  | CAN 14   | ESP 19 | AUT 14 | GBR 10   | HON 9    | BEL 16  | P-B 17   | ITA Abd. | AZE Abd. | SIN 12   | USA 14 | MEX Abd. | SAO 7   | LVE 9  | QAT 13 | ABU 12 | 30 | 12e |               |               |               |               |               |               |               |               |               |               |               |               |               |               |               |               |               |               |               |               |               |               |               |               |               |               |               |               |               |               |               |               |
| 2025 | RB Formula One Team               | Racing Bulls VCARB 02 | Honda RBPT V6 turbo hybride RBPTH003           | P | AUS 12 | CHN 16+3 | JAP    | BAH      | ARA      | MIA    | EMI    | MON    | ESP      | CAN    | AUT    | GBR      | BEL      | HON     | P-B      | ITA      | AZE      | SIN      | USA    | MEX      | BRE     | LVE    | QAT    | ABU    | 10 | 18e |               |               |               |               |               |               |               |               |               |               |               |               |               |               |               |               |               |               |               |               |               |               |               |               |               |               |               |               |               |               |               |               |
| 2025 | Oracle Red Bull Racing            | Red Bull RB21         | Honda RBPT V6 turbo hybride RBPTH003           | P | AUS    | CHN      | JAP 12 | BAH 9    | ARA Abd. | MIA 10 | EMI 10 | MON 17 | ESP 13   | CAN 12 | AUT 16 | GBR 15   | BEL 13   | HON 17  | P-B      | ITA      | AZE      | SIN      | USA    | MEX      | BRE     | LVE    | QAT    | ABU    | 10 | 18e | Légende : ici | Légende : ici | Légende : ici | Légende : ici | Légende : ici | Légende : ici | Légende : ici | Légende : ici | Légende : ici | Légende : ici | Légende : ici | Légende : ici | Légende : ici | Légende : ici | Légende : ici | Légende : ici | Légende : ici | Légende : ici | Légende : ici | Légende : ici | Légende : ici | Légende : ici | Légende : ici | Légende : ici | Légende : ici | Légende : ici | Légende : ici | Légende : ici | Légende : ici | Légende : ici | Légende : ici | Légende : ici |